# Insomnie (roman)
Pour les articles homonymes, voir Insomnie et Insomnia.
Insomnie (titre original : Insomnia) est un roman de Stephen King publié en 1994 aux États-Unis. Il est paru en France l'année suivante aux éditions Albin Michel.

## Résumé
Ralph Roberts, la soixantaine, habitant Derry (Maine), perd sa femme atteinte d'une tumeur au cerveau. Quelques mois plus tard, il commence à souffrir d'insomnies et dort chaque nuit quelques minutes de moins, se réveillant chaque fois un peu plus tôt. Pensant à un contrecoup à la suite de la mort de sa femme, il essaye de nombreux remèdes, conseillés par ses voisins et connaissances mais rien n'y fait : son état se dégrade lentement, souffrant d'abord de problèmes de mémoire pour ensuite commencer à avoir des hallucinations : le monde se remplit parfois de couleurs vives et il voit les auras des gens. En passant à travers celles-ci, il arrive à connaître leurs émotions.
Ralph, après toutes ces hallucinations, commence à voir des choses vraiment bizarres comme des nains déguisés en médecin avec une paire de ciseaux à la main. Une de ses connaissances, Loïs Chassey, a également des insomnies et voit aussi des couleurs. Ensemble, ils nomment les trois médecins Clotho, Lachésis et Atropos d'après le nom des Moires. Alors que les deux premiers sont plutôt bienveillants et sont à l'origine des « pouvoirs » de Ralph et Loïs, Atropos est lui au service d'une entité malfaisante nommée le Roi Cramoisi ou le Roi pourpre (un personnage de La Tour sombre).
En parallèle, la visite prévue à Derry d'une féministe en faveur de l'avortement et du libre choix des femmes à décider soulève les passions et les haines de la ville, dérapant parfois en violences. Le Roi Cramoisi a l'intention de profiter de cette agitation pour se débarrasser d'un enfant nommé Patrick Danville et a manipulé dans ce but Ed Deepneau, un ancien voisin de Ralph, qui compte écraser son avion sur la salle où a lieu le meeting. Ralph triomphe d'Atropos, le forçant à ne plus intervenir dans ses affaires. Pour se venger, Atropos montre à Ralph une vision du futur concernant la mort de la jeune Natalie Deepneau, fille d'Ed. Ralph fait alors un marché avec Clotho et Lachésis. Grâce aux pouvoirs obtenus auprès de ces deux êtres, Ralph parvient à faire en sorte que l'avion s'écrase sur le parking et non sur la salle où se trouvent le jeune Danville et des centaines d'autres personnes.
Ralph et Loïs se marient quelques mois plus tard et vivent quatre années heureuses jusqu'à ce que l'heure soit venue pour Ralph de respecter sa part du marché. Il empêche Natalie Deepneau de se faire écraser par une voiture mais se fait renverser à sa place. Il meurt ensuite dans les bras de Loïs.

## Connexions avec d'autres œuvres de Stephen King
Par la présence du Roi Cramoisi, l'antagoniste principal de Roland de Gilead (le héros principal de La Tour sombre) et de Patrick Danville, qui occupe une place importante dans le dernier volume de la saga, Insomnie est l'un des romans de Stephen King qui est le plus lié au cycle de La Tour Sombre. Les références à la Tour et au champ de roses l'entourant, au ka et à Roland sont nombreuses. Cependant, il y a des différences notables entre le rôle joué par Patrick Danville tel qu'il est décrit dans Insomnie et celui qu'il va jouer réellement dans La Tour sombre. Ceci est expliqué par le fait que, quand Roland reçoit en cadeau de la Tet Corporation le livre Insomnie, il décide de ne pas le lire car il sent que le livre est « piégé » et « fragile ».
Mike Hanlon, l'un des personnages principaux de Ça, apparaît également dans Insomnie. La basket de l'enfant renversé par un camion trouvée dans le repaire d'Atropos est celle du petit Gage Creed dans Simetierre.

## Accueil et distinctions
Le roman est resté seize semaines (dont trois à la première place) sur la New York Times Best Seller list, y apparaissant le 23 octobre 1994 directement à la première place. Le Publishers Weekly le classe à la cinquième place des meilleures ventes de livres de fiction aux États-Unis publiés en 1994.
En 1995, Insomnie a été nommé au prix Locus du meilleur roman d'horreur, terminant à la troisième place, et au prix Bram Stoker du meilleur roman.